# Acmaeodera ornata
Acmaeodera ornata es una especie de escarabajo del género Acmaeodera, familia Buprestidae. Fue descrita científicamente por Fabricius en 1775.
Esta especie se encuentra en América del Norte.